# Gran Premio d'Ungheria 2019
Il Gran Premio d'Ungheria 2019 è stata la dodicesima prova della stagione 2019 del campionato mondiale di Formula 1. La gara, tenutasi domenica 4 agosto 2019 sul circuito dell'Hungaroring, è stata vinta dal britannico Lewis Hamilton su Mercedes, al suo ottantunesimo successo nel mondiale. Hamilton ha preceduto sotto la bandiera a scacchi l'olandese Max Verstappen su Red Bull Racing-Honda e il tedesco Sebastian Vettel su Ferrari.

## Vigilia

### Aspetti tecnici
Per questa gara la Pirelli, fornitrice unica degli pneumatici, porta gomme di mescola C2, C3 e C4.
La FIA stabilisce due zone per l'utilizzo del Drag Reduction System: la prima sul rettifilo dei box, la seconda tra la curva 1 e la curva 2. Vi è un unico punto per la determinazione del distacco fra piloti, fissato prima della curva 14.

### Aspetti sportivi
A seguito delle polemiche per la mancata penalizzazione di Charles Leclerc nella gara precedente, dopo che era stato rimandato in pista, al termine di un pit stop, all'arrivo di un'altra vettura, con rischio d'incidente, la FIA stabilisce che, da questa gara, l'unsafe release verrà punito con una penalizzazione di tempo per il pilota.
La Renault nomina l'ex campione del mondo Alain Prost quale nuovo direttore non esecutivo della scuderia. La Mercedes nomina Markus Schäfer quale presidente non esecutivo, in sostituzione dello scomparso Niki Lauda.
L'ex pilota di Formula 1, lo statunitense Danny Sullivan, è nominato commissario aggiunto per la gara. Ha svolto tale funzione anche in passato, l'ultima al Gran Premio di Spagna.

## Prove

### Resoconto
Lewis Hamilton ha ottenuto il miglior tempo, nella prima sessione di prove. Il tempo del campione del mondo è di quattro decimi inferiore ottenuto nella stessa sessione dell'anno precedente. La fase è stata caratterizzata dalla presenza di pioggia a tratti, cosa che ha limitato il lavoro che i team avevano programmato. Max Verstappen ha chiuso a 165 millesimi dal tempo del britannico, precedendo di un solo millesimo Sebastian Vettel. L'olandese della Red Bull Racing è stato anche autore di un innocuo testacoda. Pierre Gasly e Kevin Magnussen si sono inseriti fra le due Ferrari, spingendo al sesto posto Charles Leclerc.
Peggio è andata all'altro pilota della Mercedes, Valtteri Bottas, che non ha potuto compiere un solo giro cronometrato. La scuderia, per i problemi tecnici riscontrati all'inizio di sessione, ha sostituito il motore. Anche sulla Renault di Carlos Sainz Jr. si è verificato un problema al propulsore, che ne ha limitato la partecipazione alle prove. Sainz Jr. ha comunque colto il nono tempo. Si sono trovate in difficoltà le Racing Point, con diversi testacoda di Lance Stroll.
La pioggia ha condizionato anche le prove pomeridiane, tanto che la lista dei tempi è quella determinata nei primi minuti di sessione, disputati con pista asciutta. Il più rapido è stato Gasly (su gomme soft), davanti all'altro pilota della Red Bull, Verstappen (che però testava gomme medie). Al terzo posto vi è Hamilton, che ha utilizzato gomme hard. Dietro al campione del mondo, che ha scontato un problema all'impianto frenante, ha chiuso il compagno di team Bottas, che non aveva colto tempi nella sessione mattutina. Il finlandese è stato anche il più veloce tra i piloti che hanno affrontato la pista bagnata, cogliendo un tempo di un minuto e trentadue secondi.
Daniel Ricciardo è quinto, davanti a Kimi Räikkönen e Charles Leclerc. L'altro pilota Ferrari, Vettel, ha chiuso con il tredicesimo tempo, non riuscendo a mandare in temperatura gli pneumatici.
Nella sessione di prove libere del sabato Lewis Hamilton ottiene, con 1'16"084, il nuovo record del tracciato. Il campione del mondo precede Max Verstappen di 13 millesimi, mentre al terzo posto si piazza Sebastian Vettel. La Ferrari pare competitiva nel primo settore, mentre la Mercedes è più veloce nell'ultimo. Le posizioni di rincalzo dei primi tre sono state occupate dagli altri tre piloti di Ferrari, Mercedes e Red Bull. La sessione è stata accorciata di dieci minuti per la necessità dei commissari di pulire il tracciato alla curva 4 per l'olio lasciato in pista da una vettura di Formula 2.
A causa della pioggia del venerdì le scuderie hanno dovuto impiegare questa sessione per effettuare quei test comparativi che non erano effettuabili nelle prime due sessioni.

### Risultati
Nella prima sessione del venerdì si è avuta questa situazione:
| Pos | Nº | Pilota           | Costruttore           | Tempo    | Gap    | Giri |
| --- | -- | ---------------- | --------------------- | -------- | ------ | ---- |
| 1   | 44 | Lewis Hamilton   | Mercedes              | 1'17"233 |        | 41   |
| 2   | 33 | Max Verstappen   | Red Bull Racing-Honda | 1'17"398 | +0"165 | 28   |
| 3   | 5  | Sebastian Vettel | Ferrari               | 1'17"399 | +0"166 | 25   |

Nella seconda sessione del venerdì si è avuta questa situazione:
| Pos | Nº | Pilota         | Costruttore           | Tempo    | Gap    | Giri |
| --- | -- | -------------- | --------------------- | -------- | ------ | ---- |
| 1   | 10 | Pierre Gasly   | Red Bull Racing-Honda | 1'17"854 |        | 16   |
| 2   | 33 | Max Verstappen | Red Bull Racing-Honda | 1'17"909 | +0"055 | 12   |
| 3   | 44 | Lewis Hamilton | Mercedes              | 1'17"995 | +0"141 | 15   |

Nella sessione del sabato mattina si è avuta questa situazione:
| Pos | Nº | Pilota           | Costruttore           | Tempo    | Gap    | Giri |
| --- | -- | ---------------- | --------------------- | -------- | ------ | ---- |
| 1   | 44 | Lewis Hamilton   | Mercedes              | 1'16"084 |        | 21   |
| 2   | 33 | Max Verstappen   | Red Bull Racing-Honda | 1'16"097 | +0"013 | 16   |
| 3   | 5  | Sebastian Vettel | Ferrari               | 1'16"166 | +0"082 | 18   |

## Qualifiche

### Resoconto
Malgrado il rischio di pioggia, la pista si presenta asciutta per la sessione di qualifica. Nei primi minuti sono i piloti delle scuderie meno competitive a prendere la pista, prima che Sebastian Vettel faccia segnare 1'16"581, battuto immediatamente dall'altra Ferrari di Charles Leclerc, in 1'16"337. Bottas si piazza fra le due vetture di Maranello, così come l'altra Mercedes di Lewis Hamilton. Pierre Gasly si posiziona alle spalle di Vettel, prima che Max Verstappen ottenga il nuovo record del tracciato, in 1'15"817.
Leclerc è autore, poco dopo, di un testacoda all'ultima curva, che danneggia l'alettone posteriore e forse la scatola del cambio; nel frattempo Bottas lo scalza dal secondo posto.
A sorpresa la Williams di George Russell resiste nella zona di qualificazione alla seconda fase, mentre Romain Grosjean scala all'ottavo posto. Subito dopo il britannico migliora ancora e si porta al nono posto. La pista migliora molto nella parte finale di sessione, rivoluzionando la classifica.
Nicolas Hülkenberg riesce a ottenere all'ultimo istante un tempo sufficiente per il passaggio in Q2, eliminando proprio Russell. Oltre al britannico, e al suo compagno di team Robert Kubica, sono eliminati i due piloti della Racing Point e Daniel Ricciardo.
Le Mercedes riprendono subito la pista in Q2, con Lewis Hamilton che ferma il cronometro a 1'15"548, che lo pone al comando, seguito da Max Verstappen. I meccanici della Ferrari lavorano velocemente sulla vettura di Charles Leclerc, consentendogli così di prendere parte al resto della sessione. Il monegasco si piazza quarto, alle spalle di Valtteri Bottas e davanti a Vettel. Lando Norris è sesto, precedendo l'altro pilota della Red Bull Gasly.
Più dietro Romain Grosjean sembra in grado di strappare un tempo sufficiente per entrare nella Q3, anche se la lotta tra i piloti è molto serrata. Nella parte finale della Q2 Carlos Sainz Jr. si migliora, contrariamente a Norris, l'altro pilota della McLaren, che però era già in situazione di sicurezza. Kimi Räikkönen scala decimo, eliminando, temporaneamente, Hülkenberg. Il tedesco non è capace poi di ottenere un tempo migliore di quello del finnico, e viene perciò escluso dalla fase finale, assieme ad Alexander Albon, Daniil Kvjat, Antonio Giovinazzi e Kevin Magnussen.
In Q3 Hamilton piazza il tempo di 1'15"146, battuto dal compagno di team Bottas per 10 millesimi. A sua volta il tempo del pilota finlandese è battuto da Max Verstappen (1'14"958). Le due Ferrari sembrano impossibilitate a impensierire il tempo dell'olandese, e si piazzano al quarto e quinto posto.
La pista si migliora. Nel secondo tentativo Leclerc scala al terzo posto, mentre fa ancora meglio Verstappen, che segna 1'14"572. Bottas ritorna in seconda posizione, mentre Hamilton è ancora terzo.
Verstappen coglie la sua prima pole position, diventando così il centesimo pilota ad avere raggiunto questo risultato, il primo di nazionalità olandese. Verstappen è anche il quarto più giovane poleman della storia del mondiale. Per la Red Bull Racing è la prima partenza al palo dal Gran Premio del Messico 2018, la sessantunesima in totale. Per la Honda, come motorista, è la prima pole position dal Gran Premio d'Australia 2006, ottenuta all'epoca da Jenson Button.
Al termine delle qualifiche Antonio Giovinazzi è penalizzato di tre posizioni sulla griglia di partenza e di un punto sulla Superlicenza, per avere ostacolato Lance Stroll, nel corso della Q1.

### Risultati
Nella sessione di qualifica si è avuta questa situazione:
| Pos                         | Nº | Pilota             | Costruttore               | Q1       | Q2       | Q3       | Griglia |
| --------------------------- | -- | ------------------ | ------------------------- | -------- | -------- | -------- | ------- |
| 1                           | 33 | Max Verstappen     | Red Bull Racing-Honda     | 1'15"817 | 1'15"573 | 1'14"572 | 1       |
| 2                           | 77 | Valtteri Bottas    | Mercedes                  | 1'16"078 | 1'15"669 | 1'14"590 | 2       |
| 3                           | 44 | Lewis Hamilton     | Mercedes                  | 1'16"068 | 1'15"548 | 1'14"769 | 3       |
| 4                           | 16 | Charles Leclerc    | Ferrari                   | 1'16"337 | 1'15"792 | 1'15"043 | 4       |
| 5                           | 5  | Sebastian Vettel   | Ferrari                   | 1'16"452 | 1'15"885 | 1'15"071 | 5       |
| 6                           | 10 | Pierre Gasly       | Red Bull Racing-Honda     | 1'16"716 | 1'16"393 | 1'15"450 | 6       |
| 7                           | 4  | Lando Norris       | McLaren-Renault           | 1'16"697 | 1'16"060 | 1'15"800 | 7       |
| 8                           | 55 | Carlos Sainz Jr.   | McLaren-Renault           | 1'16"493 | 1'16"308 | 1'15"852 | 8       |
| 9                           | 8  | Romain Grosjean    | Haas-Ferrari              | 1'16"978 | 1'16"319 | 1'16"013 | 9       |
| 10                          | 7  | Kimi Räikkönen     | Alfa Romeo Racing-Ferrari | 1'16"506 | 1'16"518 | 1'16"041 | 10      |
| 11                          | 27 | Nicolas Hülkenberg | Renault                   | 1'16"790 | 1'16"565 | N.D.     | 11      |
| 12                          | 23 | Alexander Albon    | Scuderia Toro Rosso-Honda | 1'16"912 | 1'16"687 | N.D.     | 12      |
| 13                          | 26 | Daniil Kvjat       | Scuderia Toro Rosso-Honda | 1'16"750 | 1'16"692 | N.D.     | 13      |
| 14                          | 99 | Antonio Giovinazzi | Alfa Romeo Racing-Ferrari | 1'16"894 | 1'16"804 | N.D.     | 17      |
| 15                          | 20 | Kevin Magnussen    | Haas-Ferrari              | 1'16"122 | 1'17"081 | N.D.     | 14      |
| 16                          | 63 | George Russell     | Williams-Mercedes         | 1'17"031 | N.D.     | N.D.     | 15      |
| 17                          | 11 | Sergio Pérez       | Racing Point-BWT Mercedes | 1'17"109 | N.D.     | N.D.     | 16      |
| 18                          | 3  | Daniel Ricciardo   | Renault                   | 1'17"257 | N.D.     | N.D.     | 20      |
| 19                          | 18 | Lance Stroll       | Racing Point-BWT Mercedes | 1'17"542 | N.D.     | N.D.     | 18      |
| 20                          | 88 | Robert Kubica      | Williams-Mercedes         | 1'18"324 | N.D.     | N.D.     | 19      |
| Tempo limite 107%: 1'21"124 |    |                    |                           |          |          |          |         |

In grassetto sono indicate le migliori prestazioni in Q1, Q2 e Q3.

## Gara

### Resoconto
Alla partenza Max Verstappen tiene il comando della gara, mentre c'è battaglia tra Valtteri Bottas e Lewis Hamilton per la seconda posizione. L'inglese passa il compagno di scuderia, che, deve cedere, poco dopo, anche a Charles Leclerc. Nel corso del primo giro anche Sebastian Vettel supera il finnico, penalizzato dall'alettone anteriore danneggiato in un contatto con Leclerc. Bottas è costretto, al quinto giro, al pit stop, per sostituire il musetto.
Verstappen comanda il gran premio, davanti a Hamilton, che precede il duo della Scuderia Ferrari, staccato di diversi secondi dalla testa della gara. Seguono poi le due McLaren, Kimi Räikkönen, Pierre Gasly e Romain Grosjean. Bottas, sceso in ultima posizione, inizia la sua rimonta, che lo porta, al giro 18, al quindicesimo posto. Nello stesso giro c'è un lungo duello fra le due Toro Rosso, che si conclude alla quarta curva, con il sorpasso di Daniil Kvjat ai danni di Alexander Albon.
La classifica, almeno nelle posizioni di vertice, rimane immutata fino al giro 25, quando Verstappen, in crisi con le gomme, decide di montare gomme dure. Passa al comando Hamilton, mentre Verstappen rientra in gara sempre davanti alle due Ferrari, ma con davanti un gruppo di piloti da doppiare. Al ventisettesimo giro si ferma anche Charles Leclerc, che passa, anch'egli, a gomme dure, dopo le medie del via. Dopo un giro si ferma Lando Norris, seguito al giro 29, dal compagno di team Carlos Sainz Jr. e da Kimi Räikkönen.
Il comando della gara cambia al giro 31, quando si ferma anche Hamilton. Il britannico rientra in pista secondo, alle spalle di Verstappen. Bottas supera Ricciardo per l'undicesimo posto, mentre Gasly, passando Nicolas Hülkenberg, è sesto. Il francese della Red Bull Racing, dopo i vari pit stop, si era trovato davanti sia a Norris che a Räikkönen. In un paio di giri Hamilton ricuce la distanza da Verstappen, e si pone in tentativo di sorpasso, al giro 38, alla curva 4, ma senza successo. Verstappen riesce a sfruttare il DRS nei doppiaggi, non facendosi più avvicinare da Hamilton. Al trentanovesimo giro si ferma per il cambio gomme Sebastian Vettel, che monta coperture morbide.
Verstappen guida la gara, con due secondi di margine su Hamilton, 37 su Leclerc e 56 su Vettel. Seguono poi Sainz Jr., Gasly, Räikkönen e Norris. Bottas è alle spalle del britannico della McLaren, e davanti a Ricciardo, che non ha ancora cambiato gli pneumatici. I due si fermano al giro 47: Bottas monta gomme medie, mentre l'australiano opta per le morbide.
Al quarantottesimo giro la Mercedes richiama ai box anche Hamilton, per la seconda sosta. Il campione del mondo monta gomme medie, e rientra in gara sempre secondo, ma a 18 secondi da Verstappen. Dopo qualche giro in cui le gomme dell'olandese sembrano potere reggere, il britannico inizia a ridurre il margine di distacco, avvicinandosi giro dopo giro. Più dietro Bottas, con gomme nuove, rientra rapidamente nella zona dei punti.
Hamilton raggiunge e passa Verstappen al giro 66, trovandosi così nuovamente al comando della gara. L'olandese effettua il suo secondo cambio gomme, rientra secondo, e coglie il giro veloce della gara, che dà un punto addizionale. A due giri dal termine Sebastian Vettel, sfruttando le gomme più fresche, passa il compagno di team Leclerc ed entra sul podio.
Lewis Hamilton coglie la sua ottantunesima vittoria nel mondiale di Formula 1, davanti a Verstappen, Vettel e Leclerc. Solo i primi quattro piloti giungono a pieni giri con le Ferrari quasi doppiate.

### Risultati
I risultati del Gran Premio sono i seguenti:
| Pos | Nº | Pilota             | Costruttore               | Giri | Tempo/Ritiro         | Griglia | Punti |
| --- | -- | ------------------ | ------------------------- | ---- | -------------------- | ------- | ----- |
| 1   | 44 | Lewis Hamilton     | Mercedes                  | 70   | 1h35'03"796          | 3       | 25    |
| 2   | 33 | Max Verstappen     | Red Bull Racing-Honda     | 70   | +17"796              | 1       | 19    |
| 3   | 5  | Sebastian Vettel   | Ferrari                   | 70   | +1'01"433            | 5       | 15    |
| 4   | 16 | Charles Leclerc    | Ferrari                   | 70   | +1'05"250            | 4       | 12    |
| 5   | 55 | Carlos Sainz Jr.   | McLaren-Renault           | 69   | +1 giro              | 8       | 10    |
| 6   | 10 | Pierre Gasly       | Red Bull Racing-Honda     | 69   | +1 giro              | 6       | 8     |
| 7   | 7  | Kimi Räikkönen     | Alfa Romeo Racing-Ferrari | 69   | +1 giro              | 10      | 6     |
| 8   | 77 | Valtteri Bottas    | Mercedes                  | 69   | +1 giro              | 2       | 4     |
| 9   | 4  | Lando Norris       | McLaren-Renault           | 69   | +1 giro              | 7       | 2     |
| 10  | 23 | Alexander Albon    | Scuderia Toro Rosso-Honda | 69   | +1 giro              | 12      | 1     |
| 11  | 11 | Sergio Pérez       | Racing Point-BWT Mercedes | 69   | +1 giro              | 16      |       |
| 12  | 27 | Nicolas Hülkenberg | Renault                   | 69   | +1 giro              | 11      |       |
| 13  | 20 | Kevin Magnussen    | Haas-Ferrari              | 69   | +1 giro              | 14      |       |
| 14  | 3  | Daniel Ricciardo   | Renault                   | 69   | +1 giro              | 20      |       |
| 15  | 26 | Daniil Kvjat       | Scuderia Toro Rosso-Honda | 68   | +2 giri              | 13      |       |
| 16  | 63 | George Russell     | Williams-Mercedes         | 68   | +2 giri              | 15      |       |
| 17  | 18 | Lance Stroll       | Racing Point-BWT Mercedes | 68   | +2 giri              | 18      |       |
| 18  | 99 | Antonio Giovinazzi | Alfa Romeo Racing-Ferrari | 68   | +2 giri              | 17      |       |
| 19  | 88 | Robert Kubica      | Williams-Mercedes         | 67   | +3 giri              | 19      |       |
| Rit | 8  | Romain Grosjean    | Haas-Ferrari              | 49   | Pressione dell'acqua | 9       |       |

Max Verstappen riceve un punto addizionale per avere segnato il giro più veloce della gara.

## Classifiche mondiali

### Piloti
| Pos | Pilota             | Punti |
| --- | ------------------ | ----- |
| 1   | Lewis Hamilton     | 250   |
| 2   | Valtteri Bottas    | 188   |
| 3   | Max Verstappen     | 181   |
| 4   | Sebastian Vettel   | 156   |
| 5   | Charles Leclerc    | 132   |
| 6   | Pierre Gasly       | 63    |
| 7   | Carlos Sainz Jr.   | 58    |
| 8   | Kimi Räikkönen     | 31    |
| 9   | Daniil Kvjat       | 27    |
| 10  | Lando Norris       | 24    |
| 11  | Daniel Ricciardo   | 22    |
| 12  | Lance Stroll       | 18    |
| 13  | Kevin Magnussen    | 18    |
| 14  | Nicolas Hülkenberg | 17    |
| 15  | Alexander Albon    | 16    |
| 16  | Sergio Pérez       | 13    |
| 17  | Romain Grosjean    | 8     |
| 18  | Antonio Giovinazzi | 1     |
| 19  | Robert Kubica      | 1     |

### Costruttori
| Pos | Costruttore               | Punti |
| --- | ------------------------- | ----- |
| 1   | Mercedes                  | 438   |
| 2   | Ferrari                   | 288   |
| 3   | Red Bull Racing-Honda     | 244   |
| 4   | McLaren-Renault           | 82    |
| 5   | Scuderia Toro Rosso-Honda | 43    |
| 6   | Renault                   | 39    |
| 7   | Alfa Romeo Racing-Ferrari | 32    |
| 8   | Racing Point-BWT Mercedes | 31    |
| 9   | Haas-Ferrari              | 26    |
| 10  | Williams-Mercedes         | 1     |